# Infundibulicybe gibba
Infundibulicybe gibba (Christian Hendrik Persoon, 1801 ex Harmaja, 2003) sin. Clitocybe gibba (Christian Hendrik Persoon, 1801 ex Paul Kummer, 1871), este o specie saprofită de ciuperci comestibile din încrengătura Basidiomycota în familia Tricholomataceae și de genul Infundibulicybe, denumită în popor pâlnioară cocoșată, pălăria  popii sau tolceraș care crește printre frunzele adunate de sub gardurile vii rareori solitar, de obicei în grupuri precum în tufe mai mici și se poate găsi în România, Basarabia și Bucovina de Nord prin păduri de foioase și la marginea lor, preferat pe lângă fagi, mai rar și sub carpeni sau stejari, dar ocazional de asemenea în cele de conifere. Apar de la câmpie până la deal, mai rar în regiuni montane, din iunie până în septembrie (octombrie).
Epitetul se trage din cuvântul latin (latină gibbus=cocoș, rotunjire, tumor).

## Taxonomie

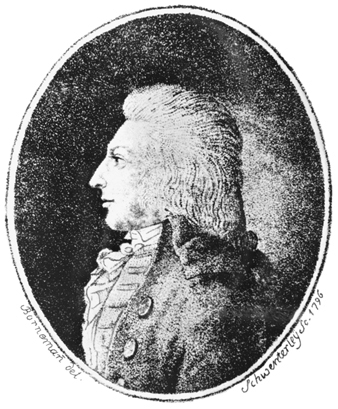
C. H. Persoon

Fapt acceptat de majoritatea micologilor este prim-descrierea speciei prin renumitul micolog sudafrican Christian Hendrik Persoon ca Agaricus gibbus în volumul 2 al lucrării sale Synopsis methodica Fungorum din 1801 și mai departe orânduirea speciei în genul Clitocybe, determinat de micologul german Paul Kummer nou, de verificat în marea sa operă Der Führer in die Pilzkunde: Anleitung zum methodischen, leichten und sicheren Bestimmen der in Deutschland vorkommenden Pilze mit Ausnahme der Schimmel- und allzu winzigen Schleim- und Kern-Pilzchen („Ghid pentru știința micologiei, fără ciupercuțe de mucegai și prea mici mucoase și nucleici”) din 1871.
Dar acum încep difuziile: Unii autori se referă la Agaricus infundibuliformis (referitor la Jacob Christian Schäffer, 1774), transferat de micologul francez Lucien Quélet ca Clitocybe infundibuliformis în 1872, în timp ce alții l-au considerat chiar sinonim cu Lepista flaccida a lui Narcisse Théophile Patouillard. Dar aceste încercări de redenumire sunt neglijabile. Lepista flaccida (Sowerby, 1799 ex Pat., 1887) este astăzi o specie din genul Lepista.
Studii recente au arătat că genul Clitocybe se împarte în mai multe linii. Prin urmare, micologul finlandez Harri Harmaja a definit genul Infundibulicybe cu Infundibulicybe gibba ca tip de specie, ce este între timp acceptat și de Index Fungorum, și de Mycobank (2019).
După ce în România ciuperca este cunoscută până în prezent aproape mereu numai sub taxonul lui Kummer (2019), și, de asemenea, denumirea Clitocybe gibba se poate găsi exclusiv în cele mai multe cărți micologice cu renume până astăzi, taxonul rămâne accesibil pentru acest articol.

## Descriere

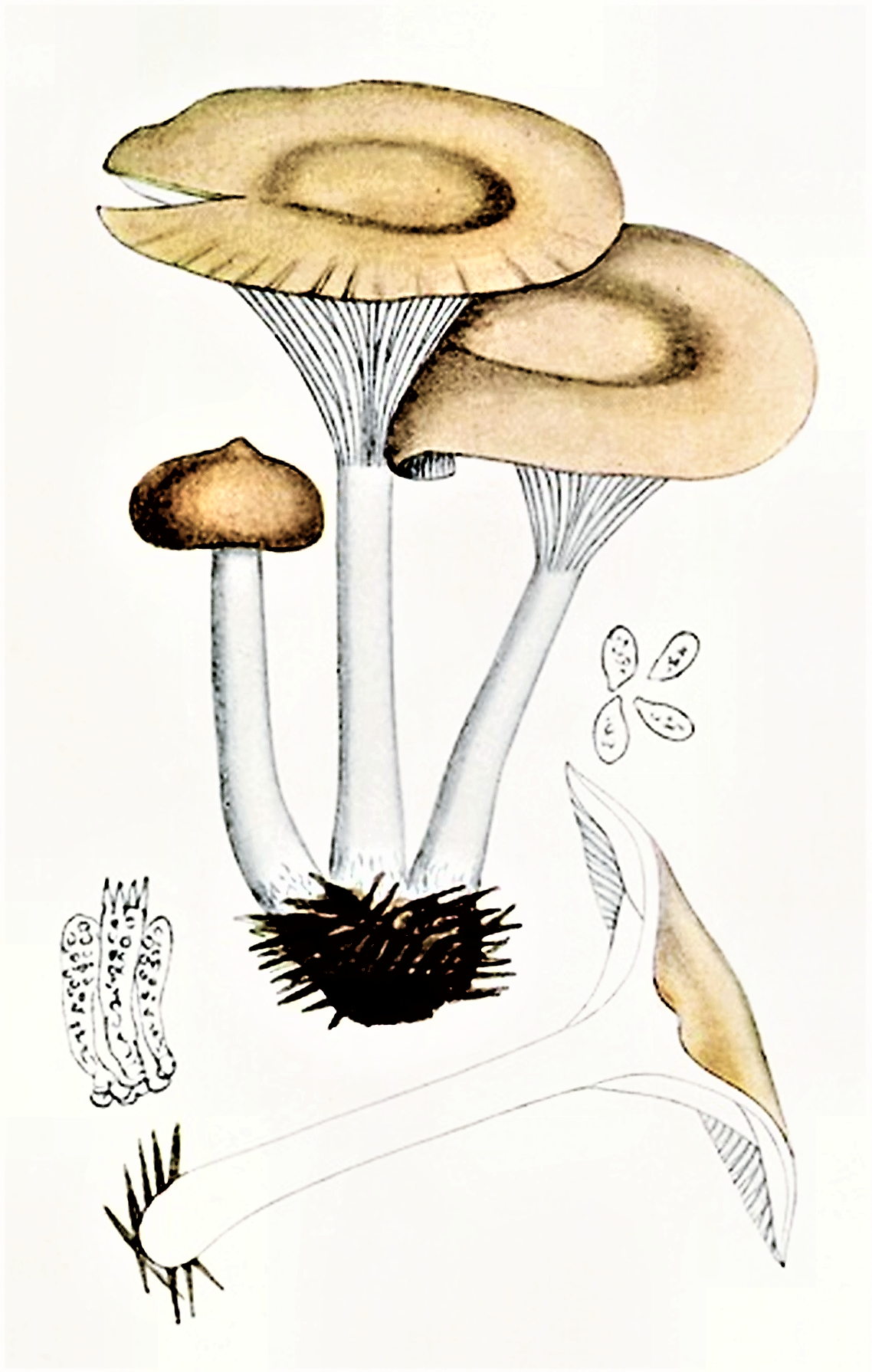
Bres.: Clitocybe gibba

- Pălăria: are o mărime de 3-9 cm, este destul de moale, inițial convexă cu marginea răsfrântă în jos, apoi plată, repede adâncită în mijloc și la sfârșitul perioadei de maturizare în formă de pâlnie, câteodată cu un gurgui central nu prea signifiant, marginea fiind atunci canelată, ondulată, pe alocuri cu rupturi. Cuticula netedă, uscată și catifelată este de culoare crem-maronie, adesea cu tentă de roz, decolorându-se la bătrânețe.
- Lamelele: sunt foarte dese, subțiri, lung decurente la picior, parțial bifurcate și de culoare mai deschisă ca pălăria, tinere chiar albicioase.
- Piciorul: are o înălțime de  4–8 cm și o lățime de 0,5-1 cm, este neted, albicios, subțire și cilindric, fibros și rezistent, în partea inferioară puțin îngroșat, nu rar ca o măciucă, la început plin până împăiat, apoi complet gol în interior. Coloritul este albicios, în orișice caz mai deschis ca pălăria, prezentând un fetru micelian gros și alb la bază. Tija nu are inel.
- Carnea: este subțire, higrofilă, moale în pălărie, dar destul de consistentă și fibroasă în picior, coloritul fiind palid ocru. Mirosul dulceag amintește ceva de migdale amare și gustul este plăcut și aromat.[5][6]
- Caracteristici microscopice: au spori elipsoidali, ușor în formă de picătură, netezi, hialini (translucizi), neamiloizi (nu intră în reacție cu iod), având o mărime de 5,5-7,5 x 3,5-4,5 microni. Pulberea lor este albă. Basidiile clavate cu patru sterigme fiecare măsoară 28-35 x 5-7 microni. Cistidele (elemente sterile situate în stratul himenal sau printre celulele din pielița pălăriei și a piciorului, probabil cu rol de excreție) cu un aspect asemănător sunt ceva mai scurte și rotunjite în vârf.[13]
- Reacții chimice: cuticula se colorează cu tinctură de Guaiacum gri-verzui.[14]

Mai există o formă uriașă a acestei specii, denumită Clitocybe maxima (vezi imaginea mai jos).

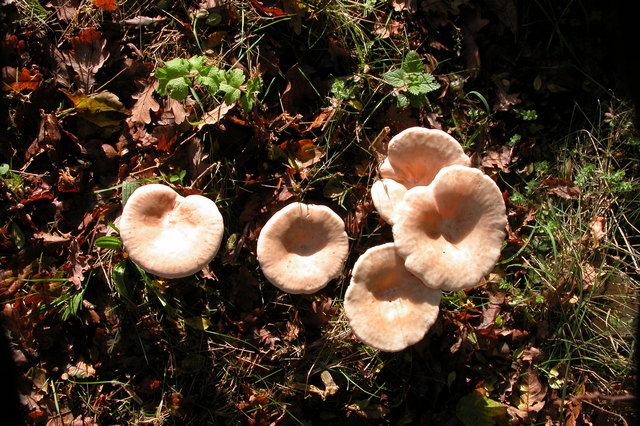
C. gibba tinere
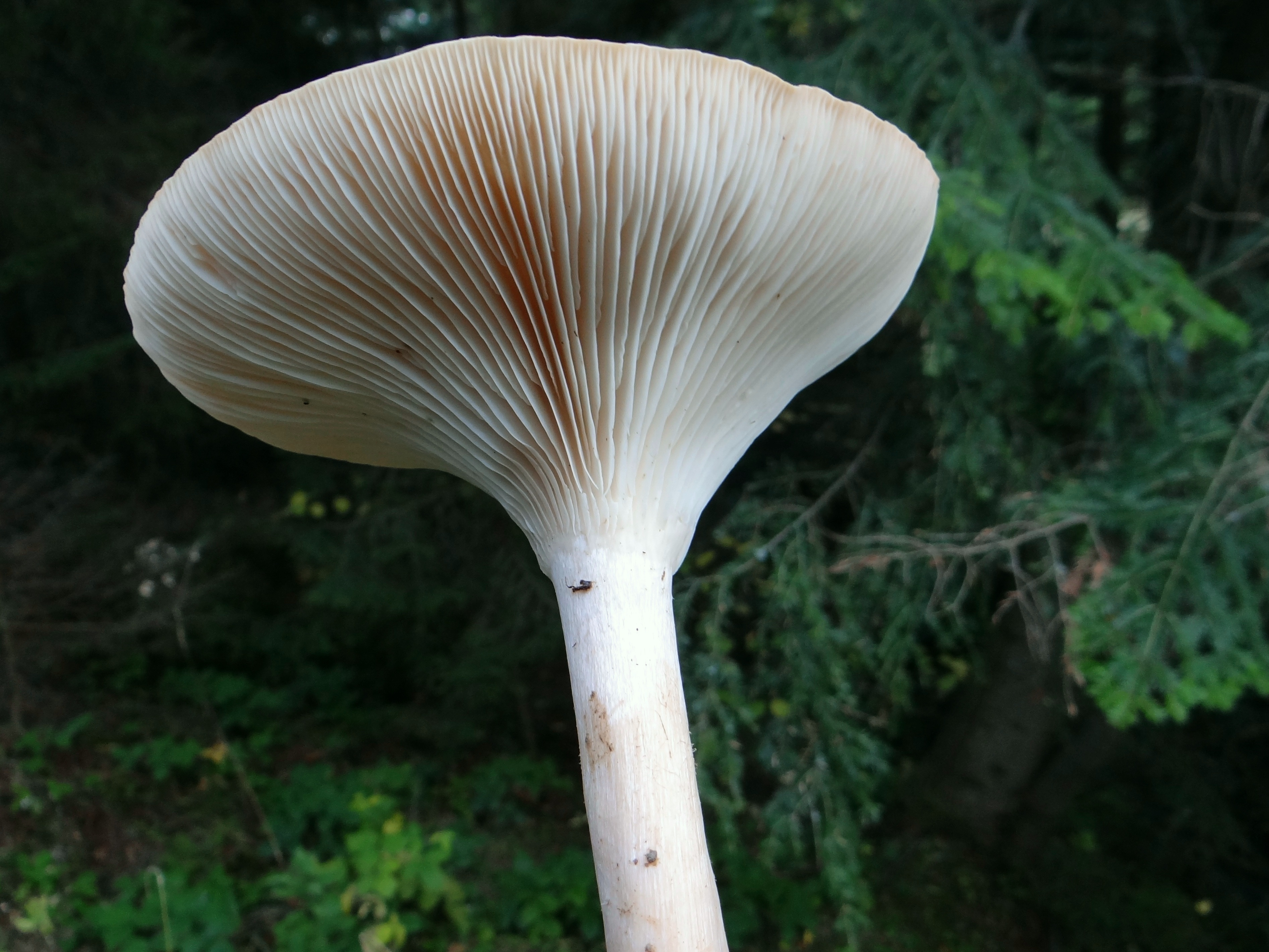
C. gibba, lamele și picior
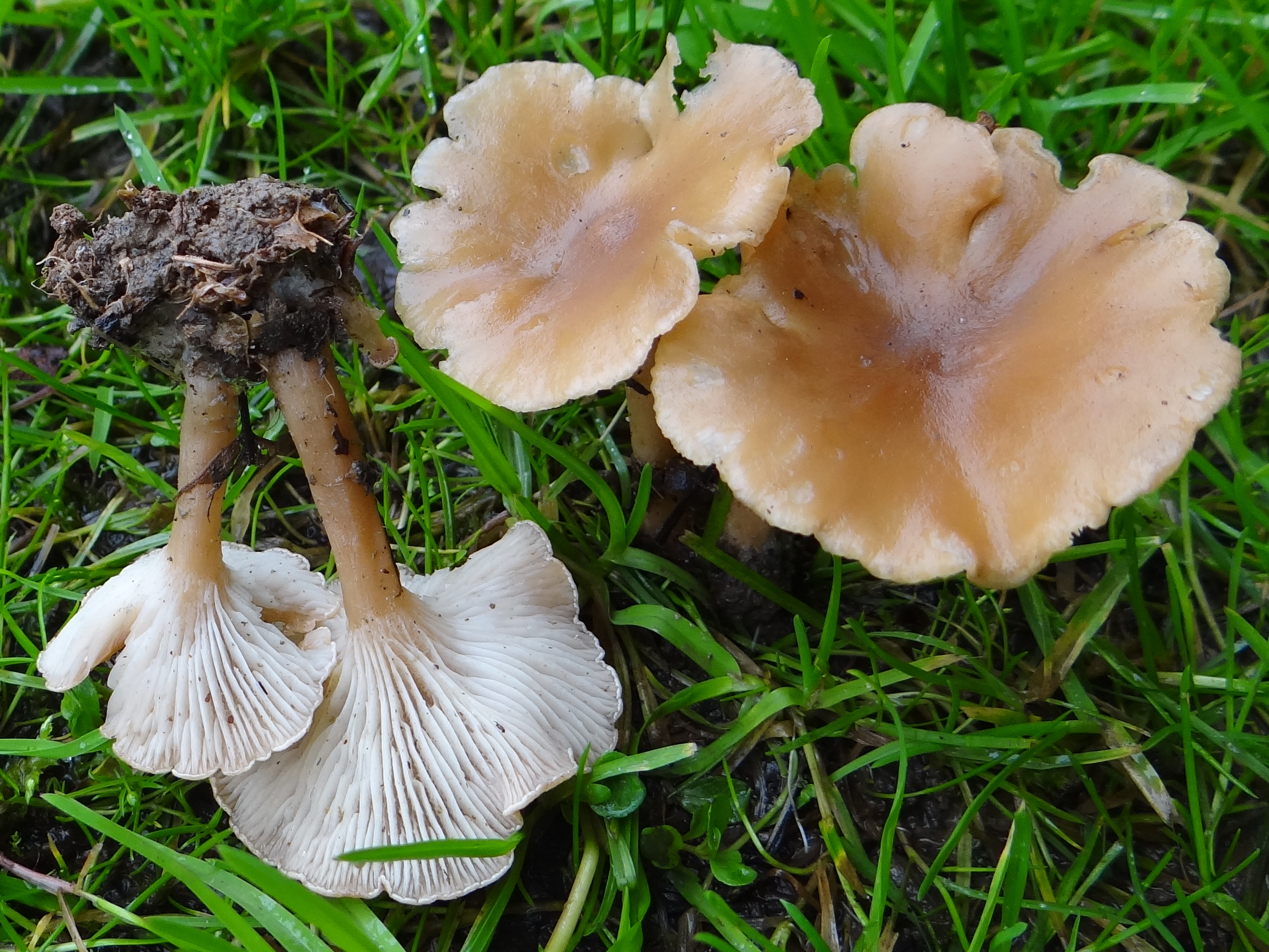
C. gibba bătrâne
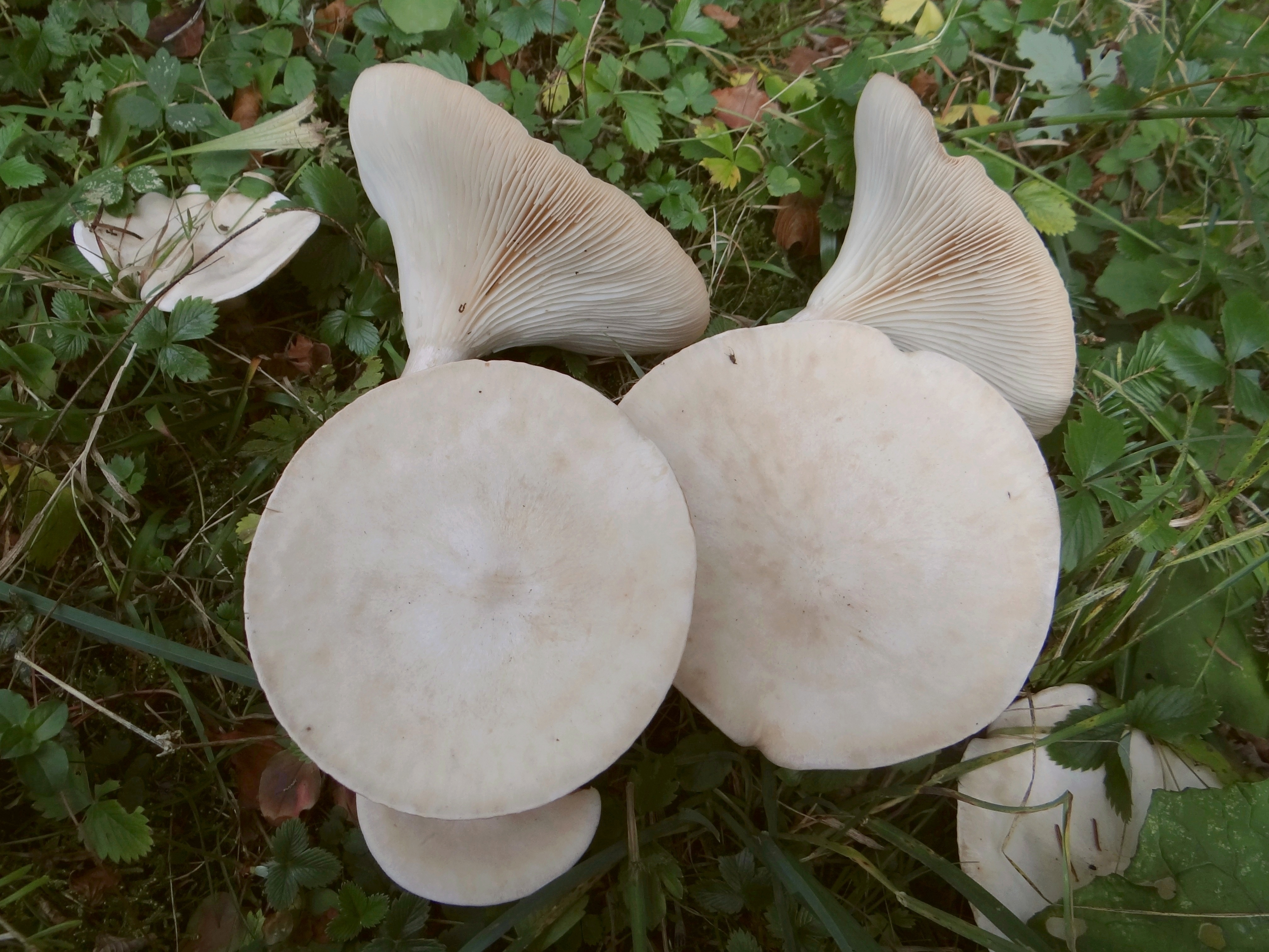
C. gibba, var. albă

## Confuzii
Tolcerașul poate fi confundat cu mai multe alte soiuri comestibile până letale, de exemplu cu: Calocybe gambosa (comestibil, mai puternic, miros de făină),  Clitocybe amoenolens – fără imagine (letal, cuticula de colorit mai brun-roz, lamelele foarte asemănătoare, miros puternic de iasomie, pere coapte sau viorele, nu de migdale), Clitocybe clavipes sin. Ampulloclitocybe clavipes (comestibil, dar otrăvitor cu alcool, miros de ciuperci, slab fructuos), Clitocybe geotropa (comestibil, mai mare, miroase asemănător), Clitocybe odora (comestibil, miros de anason), Clitocybe phyllophila sin. Clitocybe cerussata (letal, miros ceva rășinos la maturitate, niciodată de migdale amare), Clitocybe sinopica (comestibil), Clitocybe squamulosa (comestibil), Clitopilus prunulus (comestibil), Hygrophoropsis aurantiaca (comestibil), Lepista flaccida sin. Clitocybe flaccida (comestibil) sau Lepista gilva (comestibil, mai mare, cu pete apoase pe pălărie).

## Specii asemănătoare în imagini

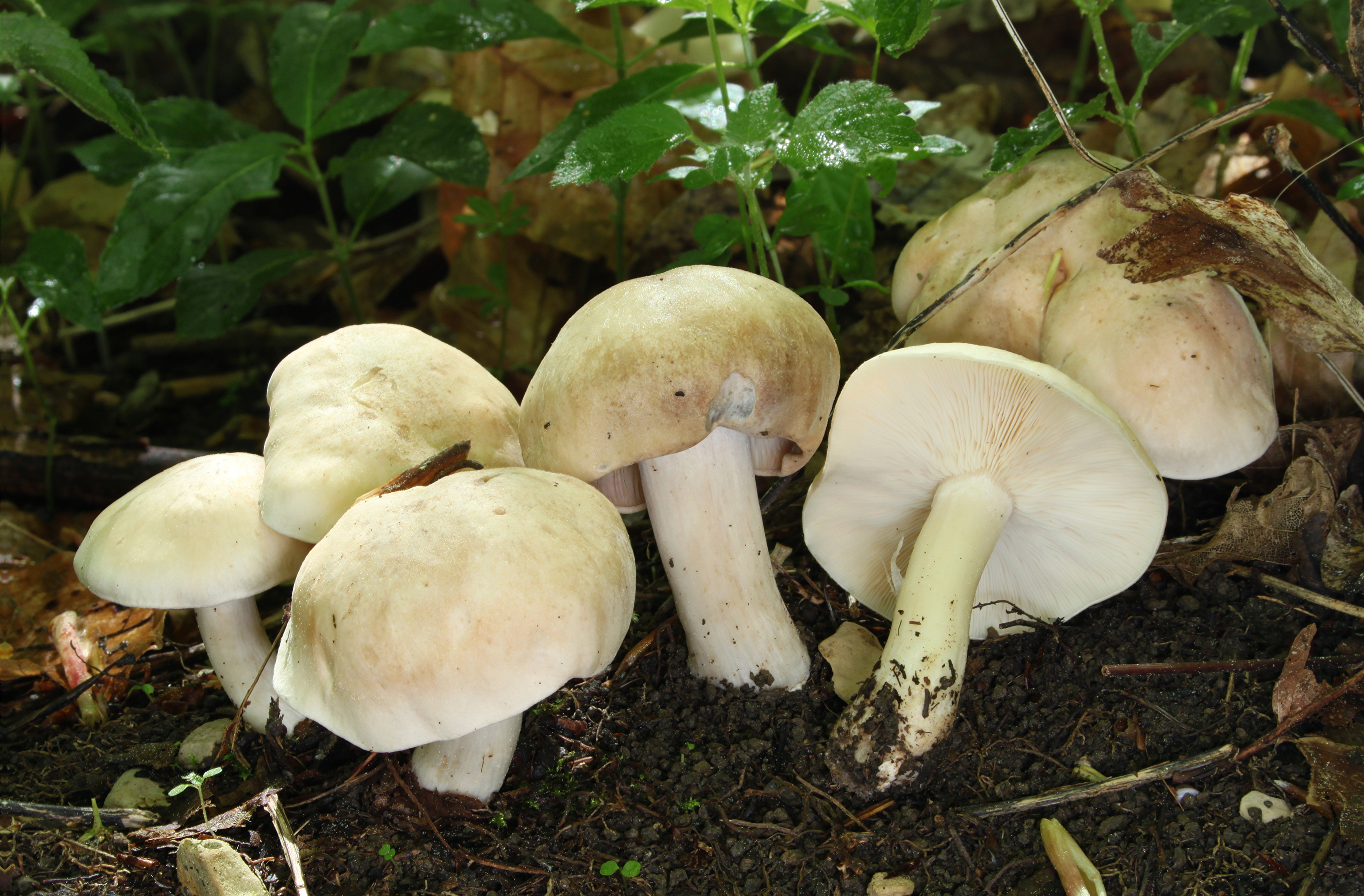
Calocybe gambosa
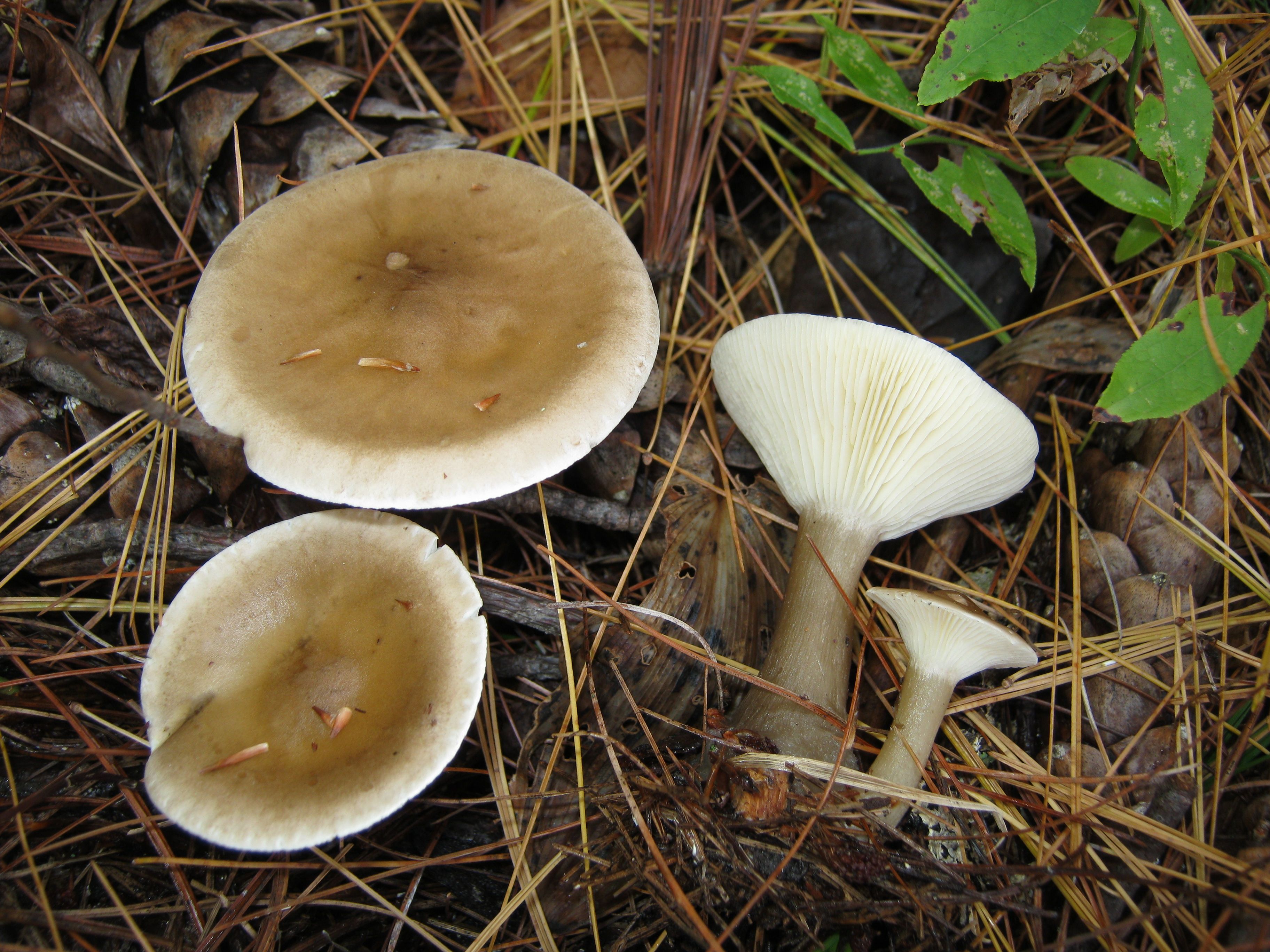
!Clitocybe clavipes sin. Ampulloclitocybe clavipes!
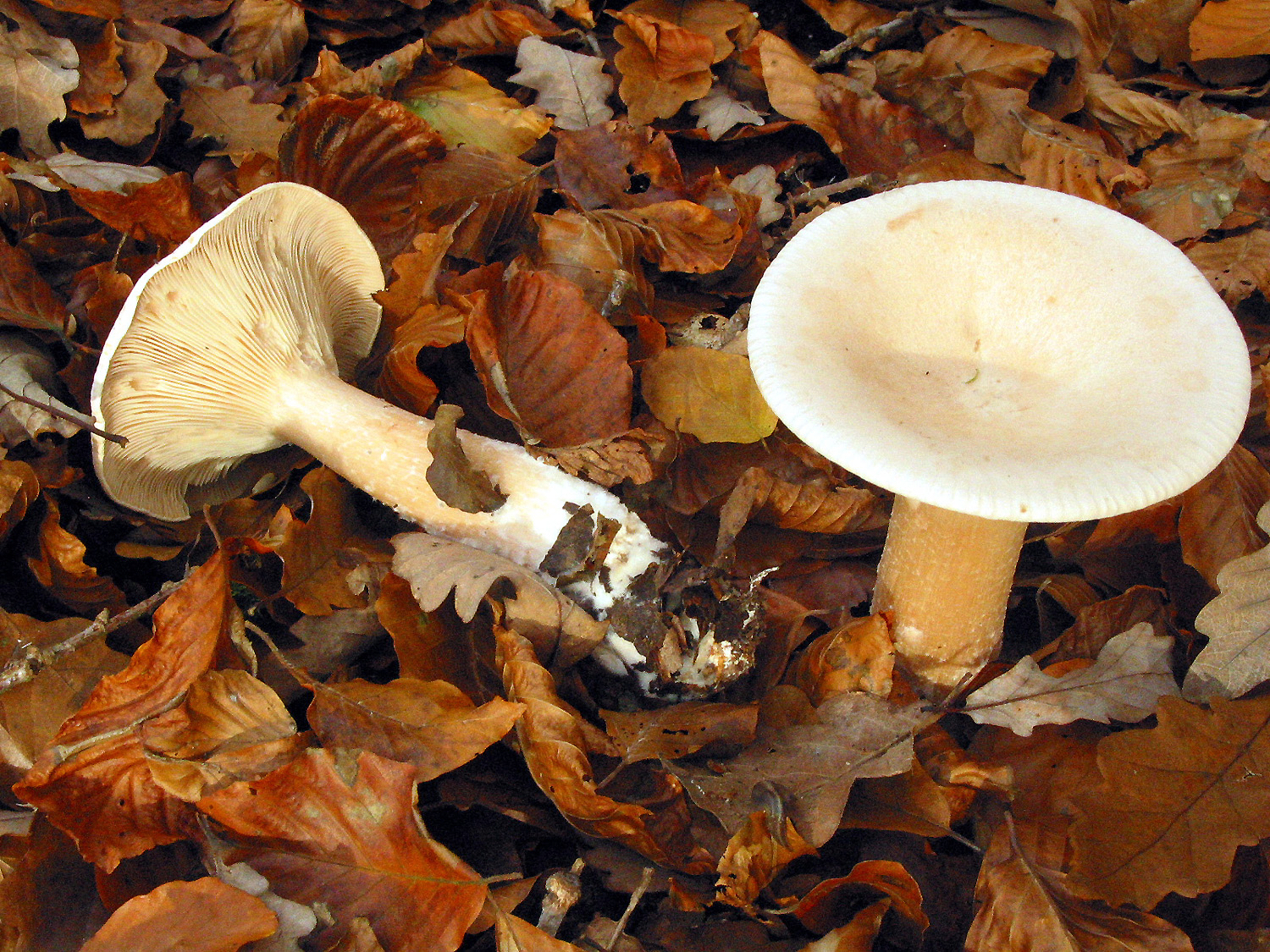
Clitocybe geotropa
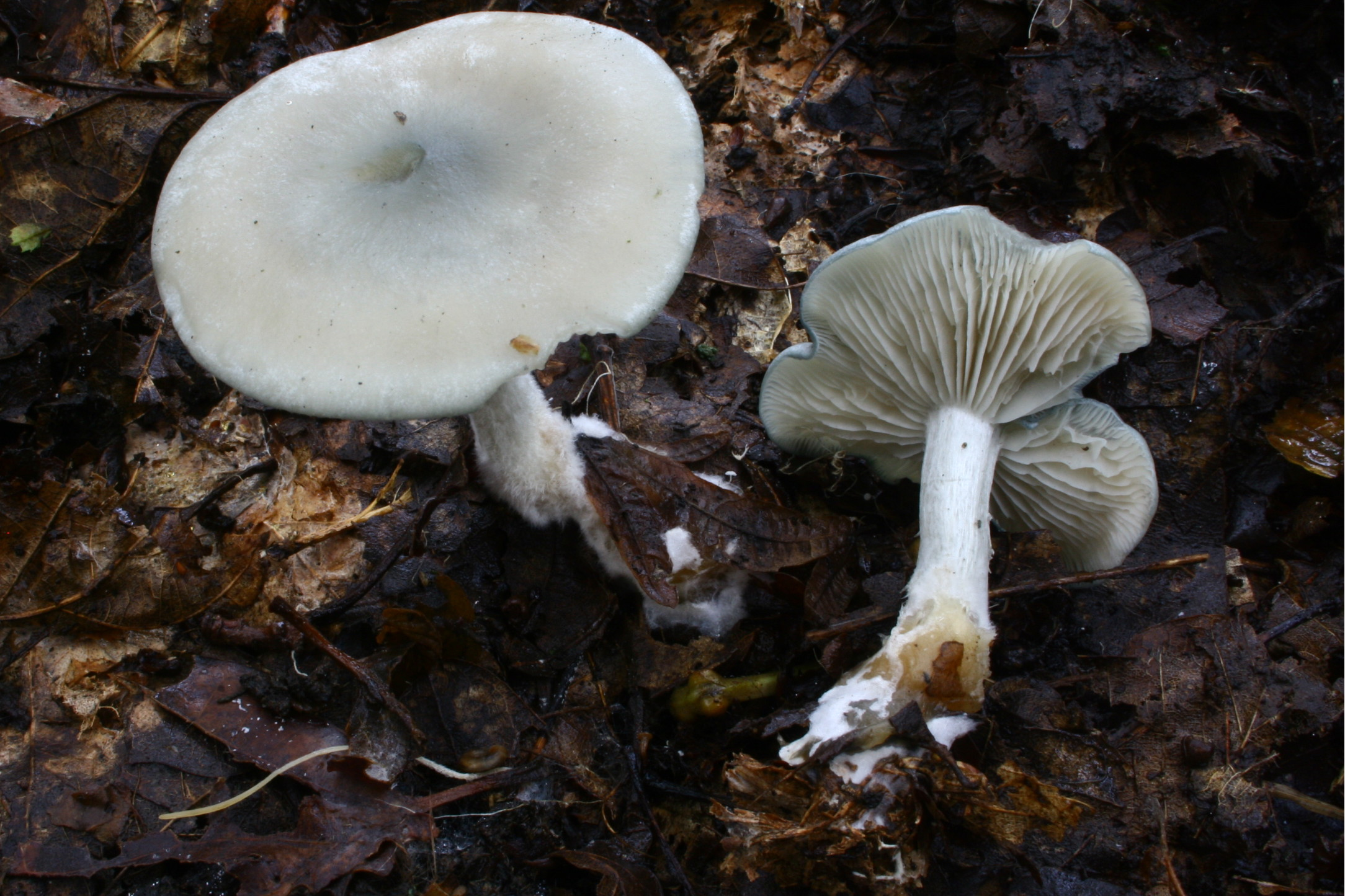
Clitocybe odora
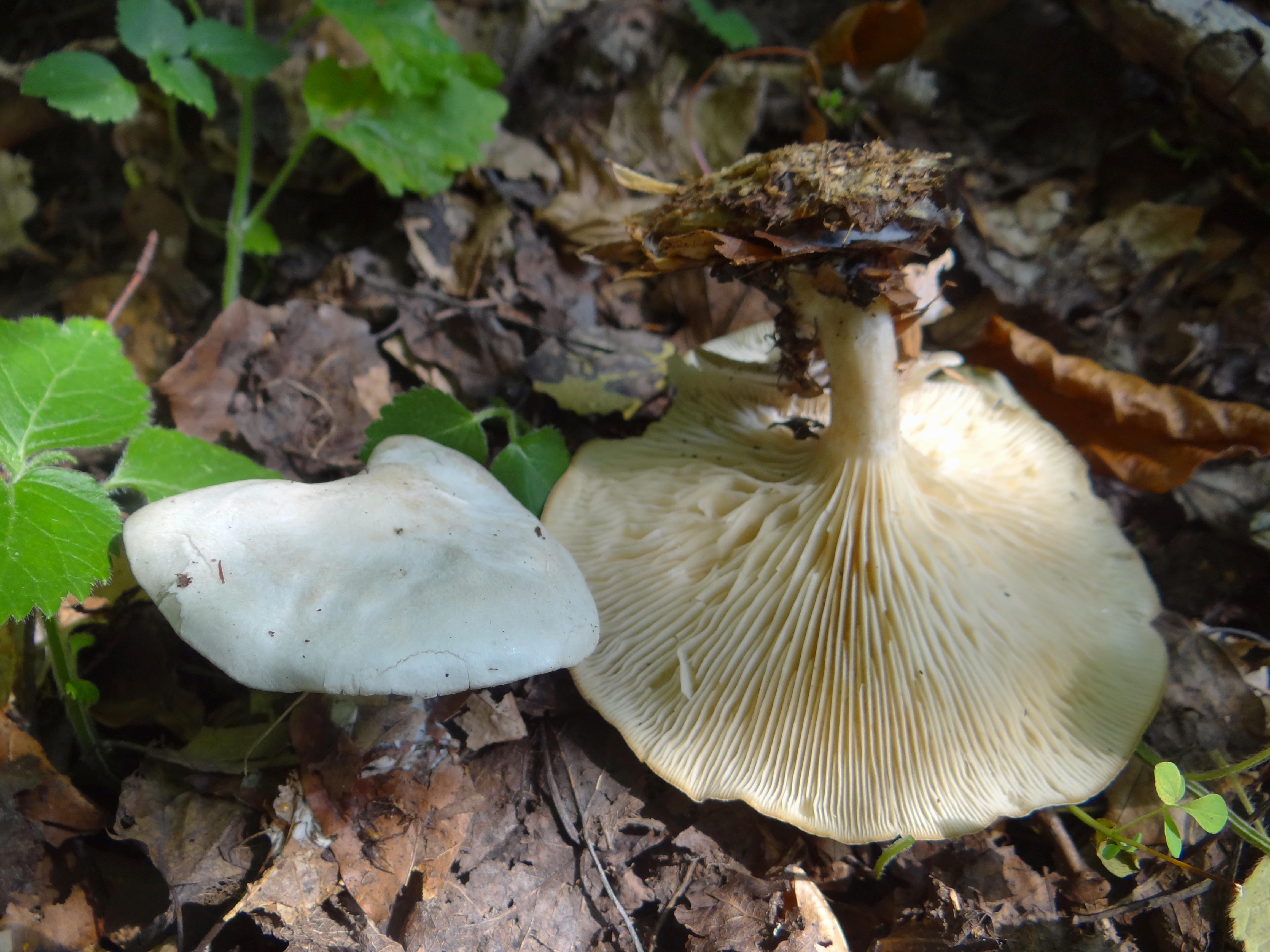
!!!Clitocybe phyllophilla sin. cerussata!!!
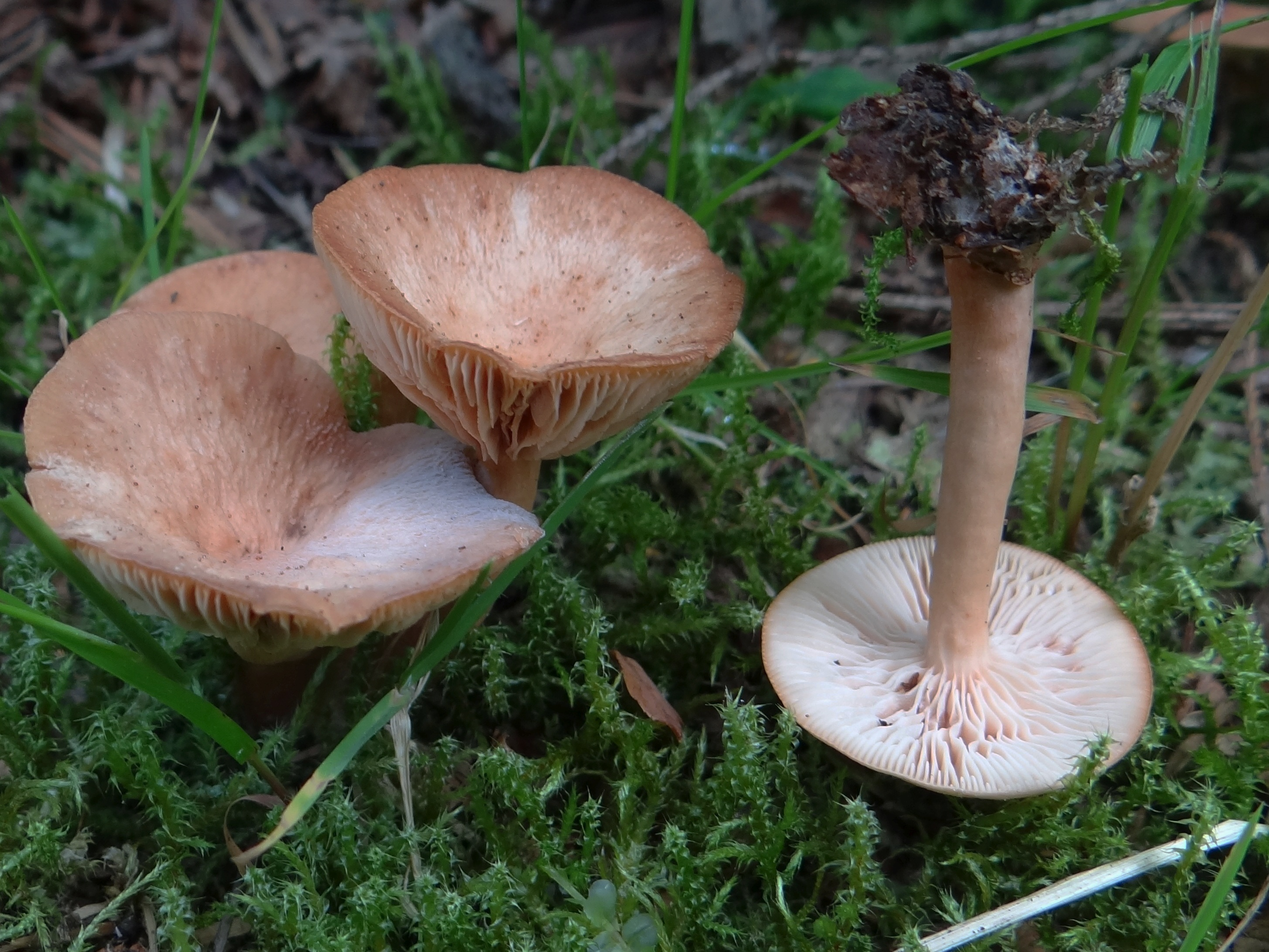
Clitocybe sinopica
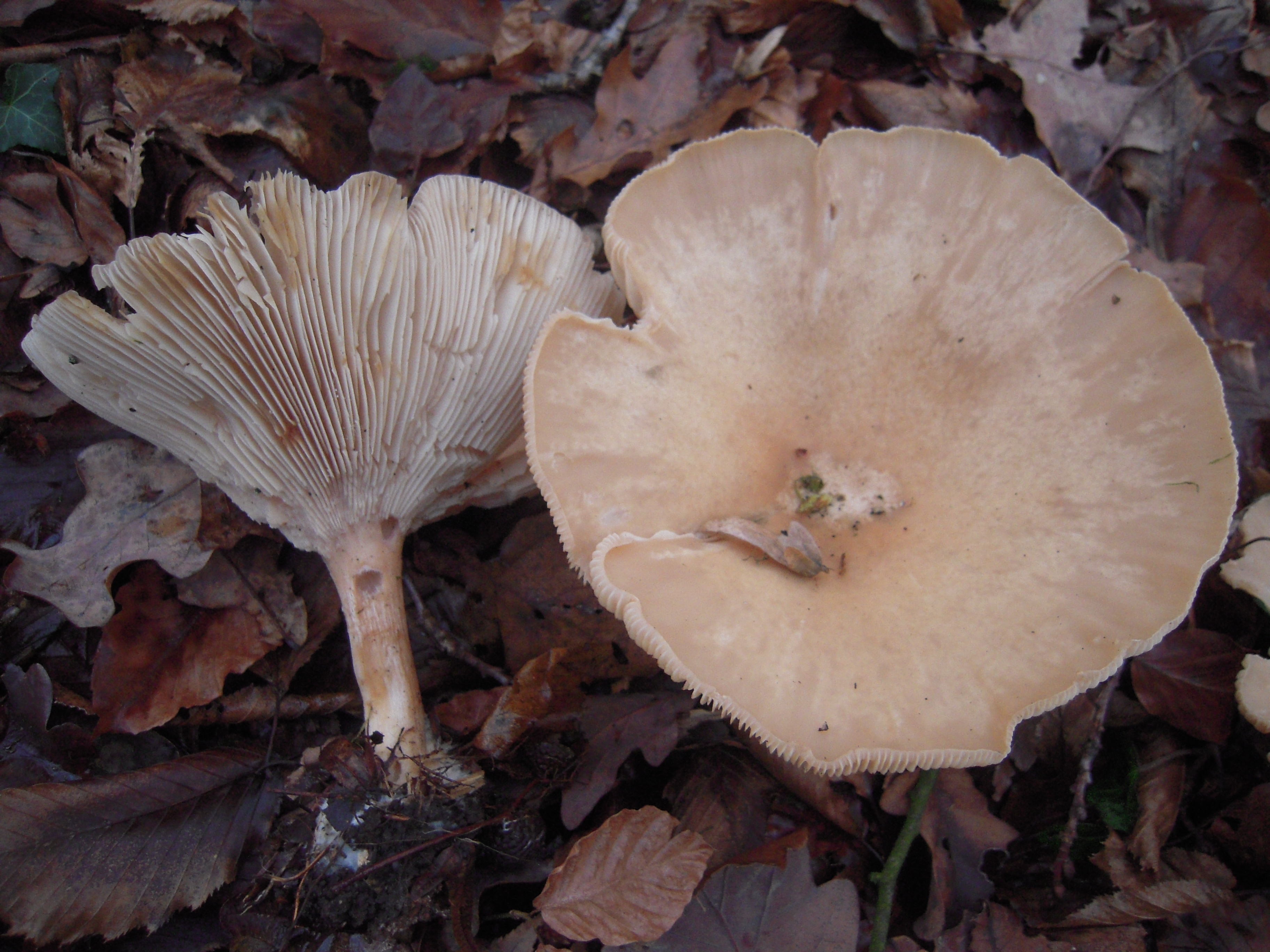
Clitocybe maxima

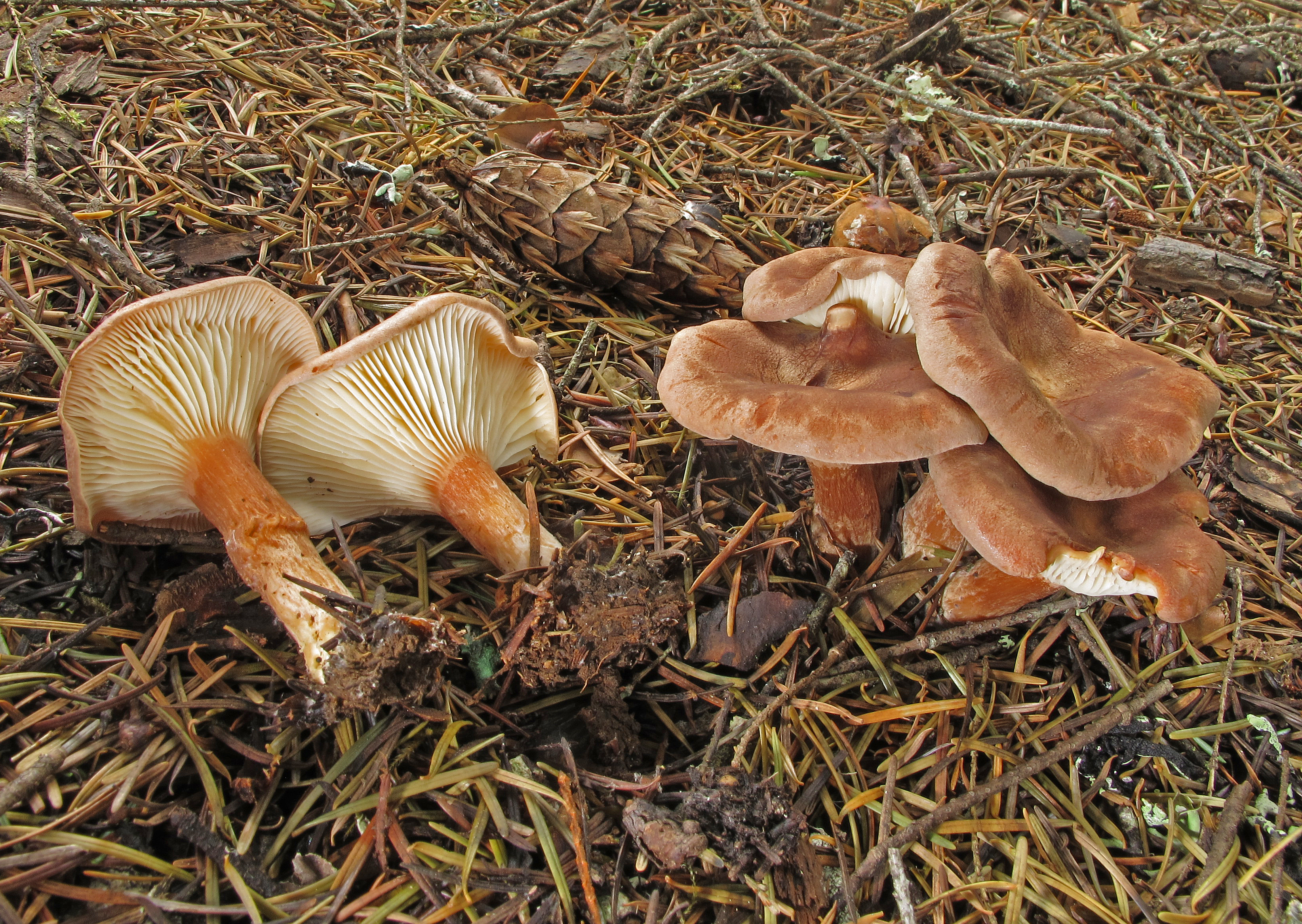
Clitocybe squamulosa
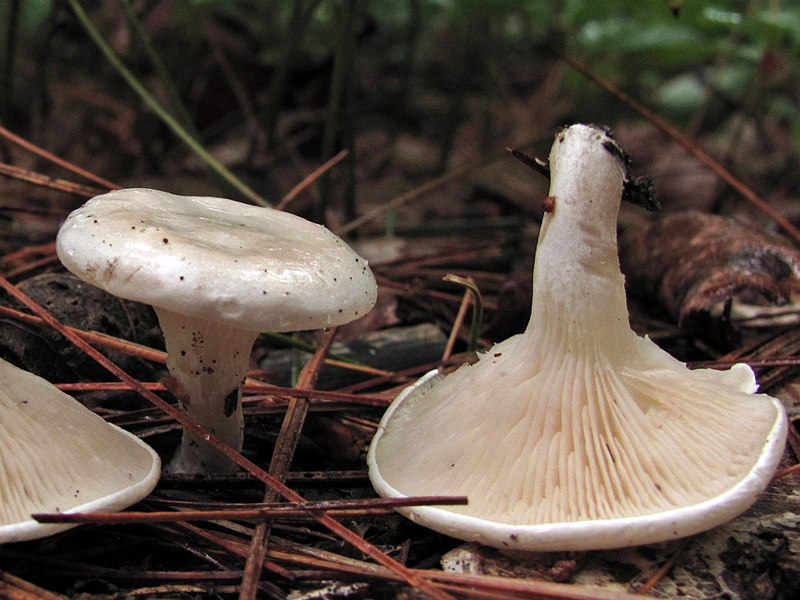
Clitopilus prunulus
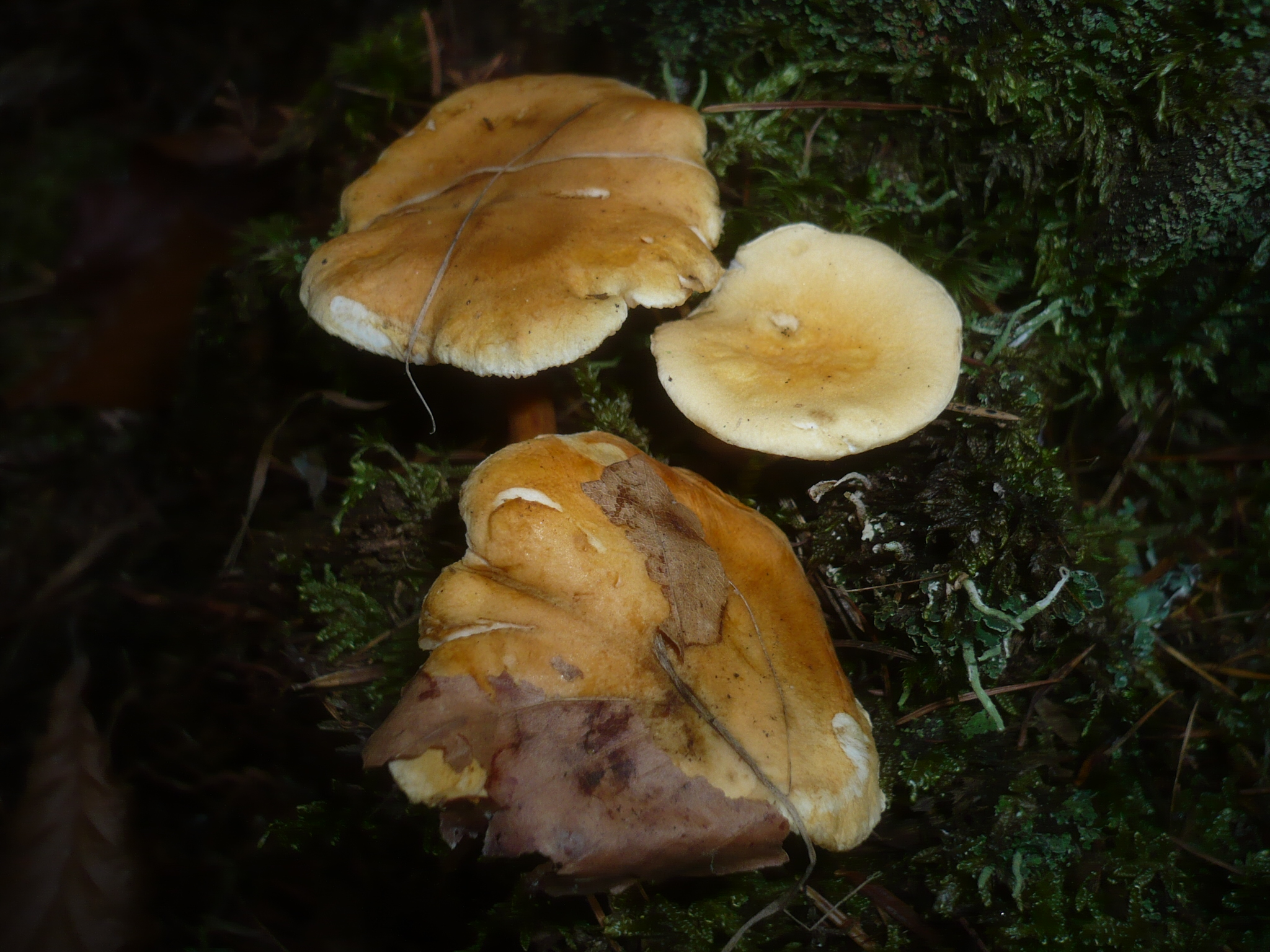
Hygrophoropsis aurantiaca var. pallida
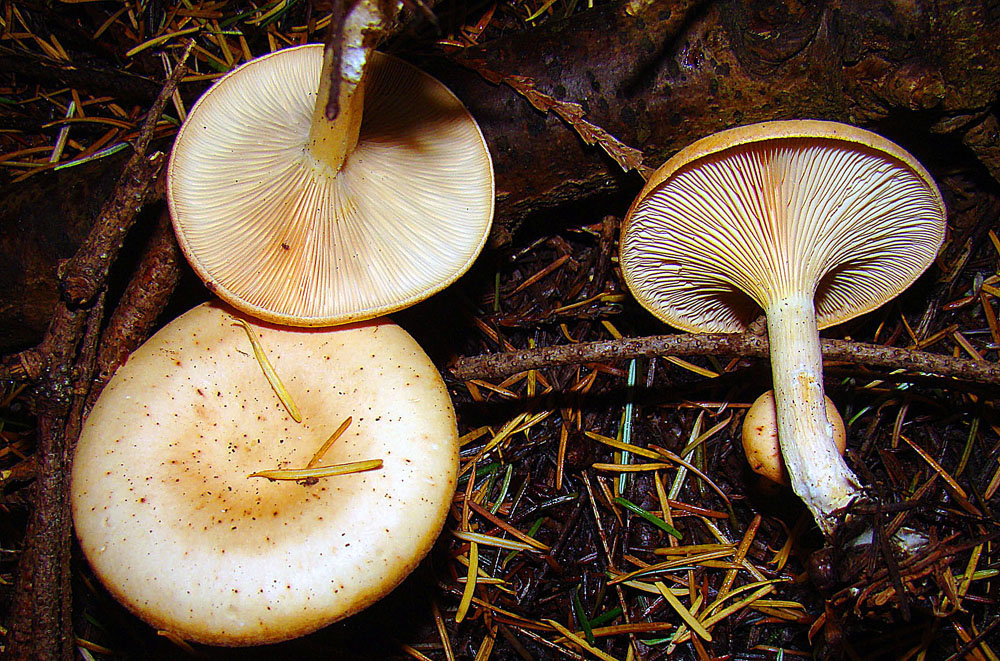
Lepista sin. Clitocybe flaccida
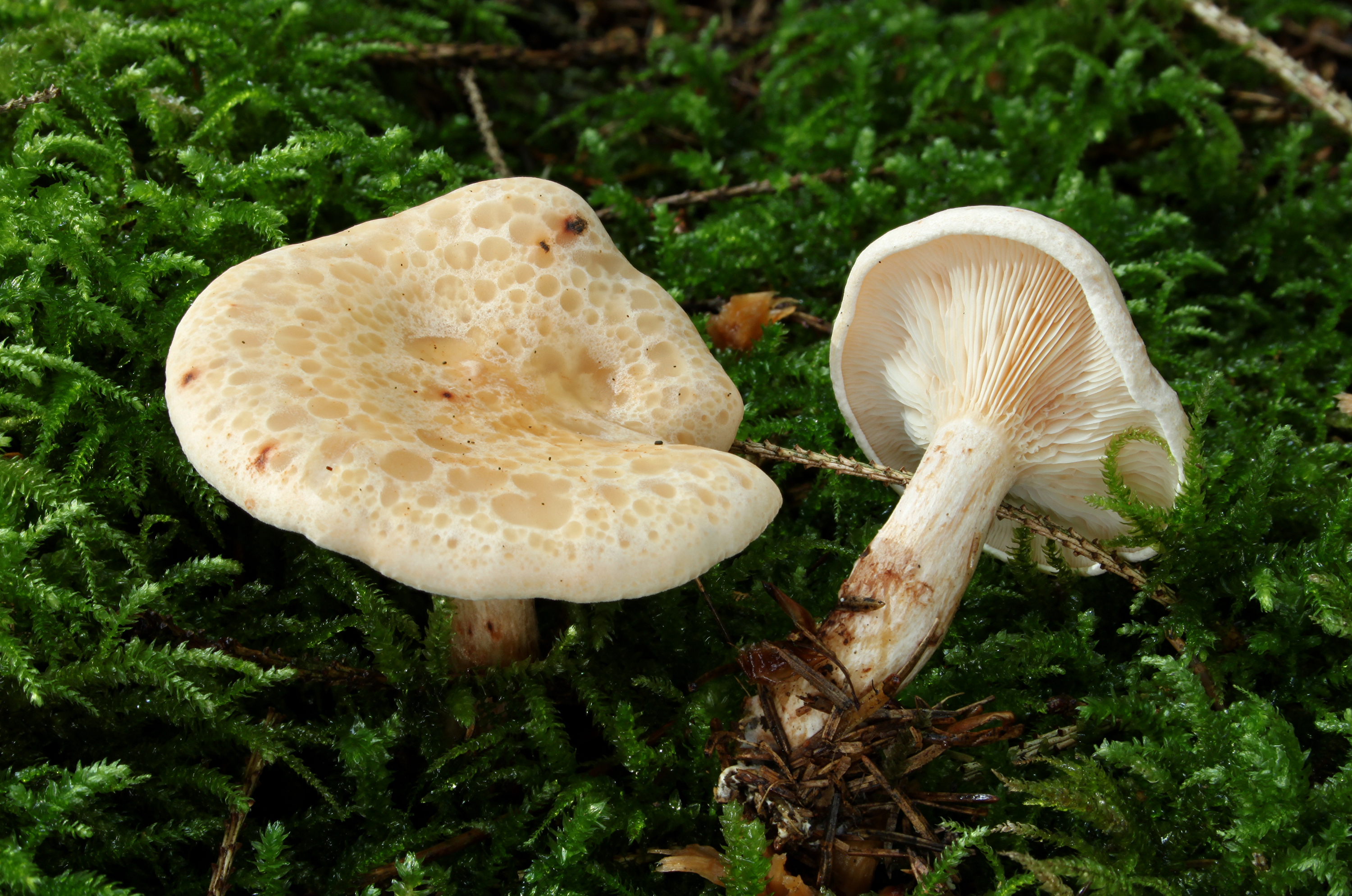
Lepista gilva

## Valorificare
Pâlnioară cocoșată se consumă cel mai bine proaspătă, la fel ca Calocybe gambosa. Astfel ea poate fi preparată ca ciulama de ciuperci cu smântâna sau într-o salată cu cașcaval și iaurt, mai departe ca sos la un fileu de pește (de exemplu cod), într-un gratinat cu roșii, ceapă și brânză, într-un sos cu carne tocată și usturoi la macaroane sau ca partea unui pateu de ciuperci.